# 下位捕虫笼
下位捕虫笼（lower pitcher），简称下位笼，是猪笼草捕虫笼的一种形态。猪笼草的幼株和莲座状植株一般都会生长出下位笼。当猪笼草植株生长到一定程度后，如具攀援茎后，其捕虫笼就会由下位笼转变成上位笼。下位笼和上位笼在形态上有明显的区别，下位笼更矮胖，上位笼更细长。在猪笼草属中也存在一些特例，如风铃猪笼草（Nepenthes campanulata）是没有下位笼的。